# Fuirena tenuis
Fuirena tenuis là loài thực vật có hoa trong họ Cói. Loài này được P.L.Forbes mô tả khoa học đầu tiên năm 1984.